# João Vitti
João Luiz Vitti (né à Piracicaba le 30 octobre 1967) est un acteur brésilien.

## Biographie
João Vitti, diplômée en arts de l'Unicamp, était un élève de la première classe de cours à l'université de São Paulo. Il a commencé sa carrière théâtrale en 1983 quand il rejoint, sous l'influence des classes histoire du théâtre, a enseigné au Collège salésien de Don Bosco à Piracicaba, Groupe de théâtre Shekyspira. Sa première œuvre pour le théâtre a été la pièce Pedro Rocha Teixeira, l'un des rôles principaux de la pièce A Escola, écrite par Miguel Martins Abrahão. 
Son premier prix du meilleur acteur, en 1984, au cours de la FESTE 3º (Festival Salesiano de Teatro Educativo) de l'État de São Paulo avec le personnage de Tom, qui fait partie de la pièce de théâtre Pássaro da Manhã, écrite par Miguel Martins Abrahão.
Durant les années 1970, il a vécu aux États-Unis, où il est devenu un champion de football.
Son travail dans la pièce O Concílio do Amor, réalisé par Gabriel Vilela en 1989, lui a donné la chance d'obtenir le premier appel, par Reynaldo Boury pour novelas Globo. En jouant l'opéra personnage principal du savon Xampu, Despedida de Solteiro, acquis une renommée nationale, et, aujourd'hui, est connu pour ce rôle
João Vitti est marié à l'actrice Valeria Alencar depuis 1996 et a deux fils, Rafael et Francisco .

## Filmographie
Télévision
- 2010 : Uma Rosa com Amor (telenovela) : Carlos
- 2007 : Luz do Sol (telenovela) : Gregório Mendes Corrêa
- 2006 : Alta Estação (telenovela) : Gustavo Pereira
- 2005 : Avassaladoras (série) : Celso Steiner
- 2005 : Essas Mulheres (telenovela) : Paulo Silva
- 2004 : Um Só Coração (minisérie) : Abílio
- 2001 : O Direito de Nascer : Jorge Luiz
- 2000 : O Cravo e a Rosa (telenovela) : Serafim Amaral
- 1997 : Direito de Vencer : Carlo
- 1997 : A Filha do Demônio (telenovela) : Demônio
- 1996 : O Campeão (telenovela) : Weber
- 1994 : Éramos Seis (telenovela) : Lúcio
- 1992 : De Corpo e Alma : Fernando Azevedo ou Nando
- 1992 : Despedida de Solteiro : Xampu
- 1992 : Perigosas Peruas (telenovela) : participation
- 1990 : Boca do Lixo (minissérie) : participation
- 1990 : Brasileiras e Brasileiros (telenovela) : participation